# 譚健常
譚健常是臺灣歌手、詞曲作家，常和夫人小軒搭檔創作，其作品多飽含濃濃鄉愁和大中華思想，爲文章、劉文正等多名歌手傳唱，在華人地區具有廣泛知名度。

## 作品列表
- 劉文正《三月裡的小雨》
- 費玉清《夢駝鈴》《變色的長城》《雲漪》（楚留香新傳）
- 李建復《大地一聲雷》（亦是新黨黨歌）
- 黃鶯鶯《呢喃》
- 費翔 《流連》《問斜陽》《海闊天空》《情為何物》
- 鄧妙華《心靈之約》《牽引》
- 鄧麗君 《幾多愁》（根據南唐李煜詞譜曲）
- 丘丘合唱團（娃娃）《搖搖搖》
- 蘇芮 《內心交戰》
- 陳淑樺 《浪跡天涯》《海洋之歌》
- 蔡琴 《竹籬外的春天》
- 文章  《三百六十五里路》《故鄉的雲》《古月照今塵》
- 楊慶煌 《年輕的戰士》《菁菁校園》《乘風的歲月》
- 蔡幸娟 《東方女孩》《卿卿呢語》
- 高明駿 《那種心跳的感覺》《我獨自在風雨中》
- 陳艾湄 《我悄悄蒙上你的眼睛》《只要你肯對我說》
- 藍立平 《懂得愛情》

## 外部連結
- 夫妻檔創作人 - 小軒與譚健常（页面存档备份，存于）
- 再談譚健常（页面存档备份，存于）
- 譚健常：歌夠 唱多久都行（页面存档备份，存于）